# Manuel de Mier y Terán
José Manuel Rafael Simeón de Mier y Terán (Città del Messico, 18 febbraio 1789 – Padilla, 3 luglio 1832) è stato un generale messicano.
Nel 1829 respinse l'esercito spagnolo sbarcato a Tampico e nel 1832 fu inviato contro una rivolta a Tamaulipas; inaspettatamente sconfitto dai rivoltosi si tolse la vita.